# Všechno bude
Pour plus de détails, voir Fiche technique et Distribution.
Všechno bude est un film tchèque réalisé par Olmo Omerzu et sorti en 2018.

## Fiche technique
- Titre original : Všechno bude
- Réalisation : Olmo Omerzu
- Scénario : Petr Pýcha
- Photographie : Lukás Milota
- Costumes : Marjetka Kürner Kalous et Anna Maresková
- Décors : Antonin Silar
- Son : Daniel Nemec
- Montage : Jana Vlcková
- Société de production : Endorfilm
- Pays de production :  République tchèque
- Durée : 85 minutes
- Date de sortie : République tchèque - 6 septembre 2018[1]

## Distribution
- Tomás Mrvík
- Jan Frantisek Uher
- Eliska Krenková
- Zdenek Mucha
- Lenka Vlasáková
- Martin Pechlát
- Martin Havelka
- Stepán Kozub
- Marie Vancurová
- Jana Matiásková

## Récompenses
- Lions tchèques 2018 (prix du meilleur film, du meilleur réalisateur et du meilleur scénario)[2]
- Prix du meilleur réalisateur au Festival international du film de Karlovy Vary 2018[3]